# Caleta Serpiente
La caleta Serpiente es realmente un gran estuario del río Murrell que se considera parte de Puerto Groussac, y se encuentra en el sector noreste de la isla Soledad, al norte de la península Camber. y al sur del monte Beagle, en la zona este de la península de Freycinet.
Esta caleta se halla en el archipiélago de las islas Malvinas, que según la Organización de las Naciones Unidas (ONU), están en litigio de soberanía entre el Reino Unido, quien la administra como parte del territorio británico de ultramar de las Malvinas, y la Argentina, quien reclama su devolución, y la integra en el departamento Islas del Atlántico Sur de la provincia de Tierra del Fuego, Antártida e Islas del Atlántico Sur.

## Historia
Durante la Guerra de las Malvinas, en la noche del 13 al 14 de junio de 1982, en las aguas de la caleta se desarrolló una operación anfibia británica de pequeña escala, que fue exitosamente repelida por los defensores argentinos de la península Camber durante las postrimeras de la batalla por Puerto Argentino.